# USS Donald Cook (DDG-75)

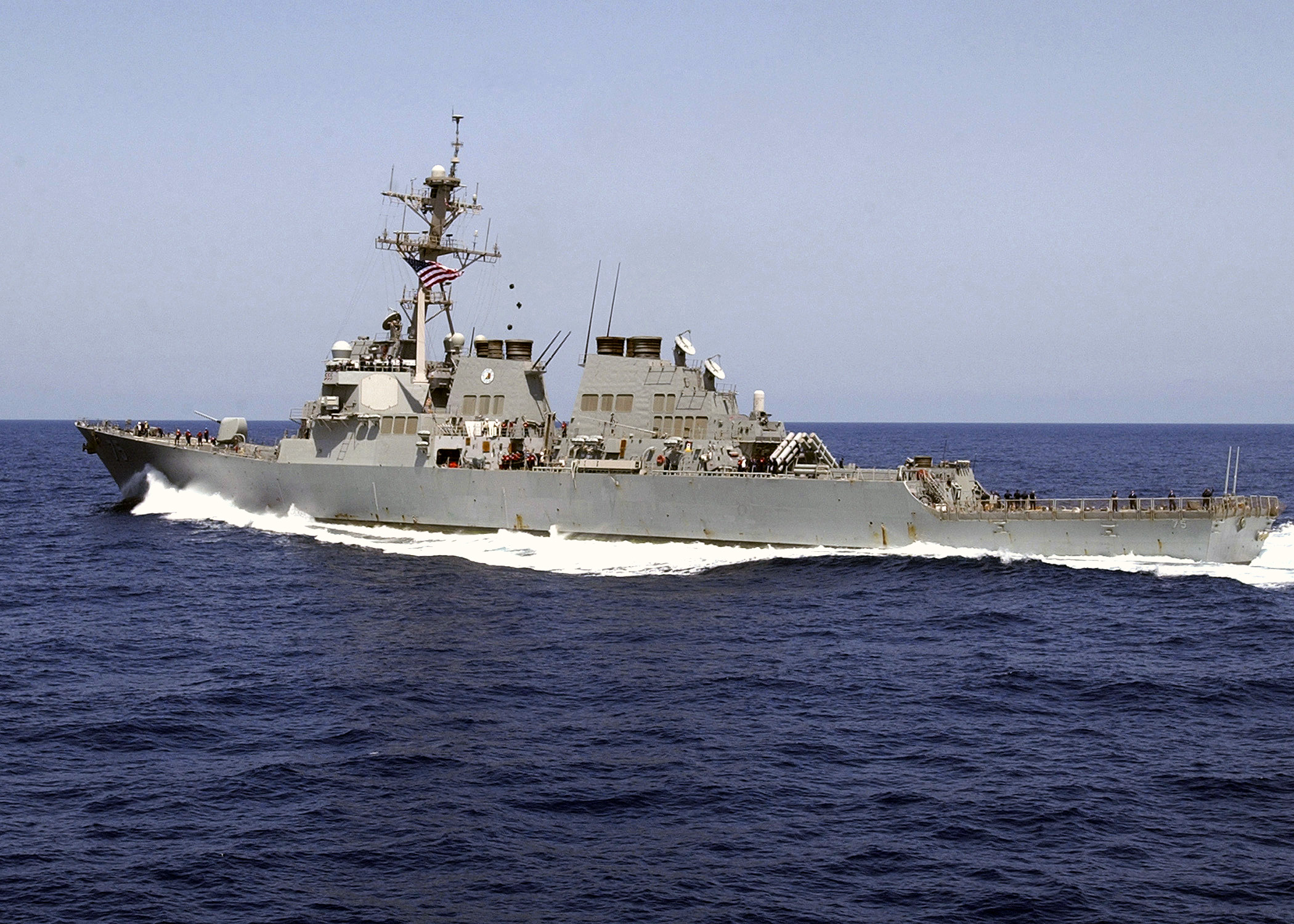
O Donald Cook em 2003.

O USS Donald Cook é um destroyer da classe Arleigh Burke pertencente a Marinha de Guerra dos Estados Unidos. O navio ficou conhecido por ser a primeira embarcação a vir em auxílio do USS Cole depois que este foi atacado por terroristas suicidas em outubro de 2000. Durante a Operação Iraque Livre, realizada em 2003, ele disparou vários mísseis Tomahawk em alvos militares iraquianos.